# بيتر كولينز دورسي
بيتر كولينز دورسي (بالإنجليزية: Peter Collins Dorsey)‏ هو قاضي ومحامي أمريكي، ولد في 24 مارس 1931 في نيو لندن في الولايات المتحدة، وتوفي في 20 يناير 2012 في نيو هيفن في الولايات المتحدة بسبب مرض.